# Anticatholicisme au Royaume-Uni

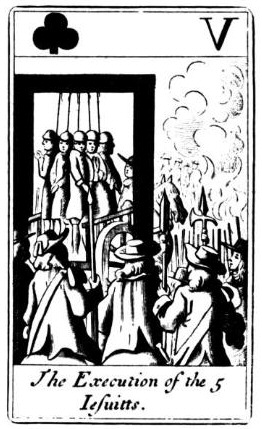
« Exécution de cinq jésuites ». Carte à jouer du complot papiste fomenté par l'ecclésiastique anglican Titus Oates pour discréditer les catholiques en 1678.

L'anticatholicisme au Royaume-Uni regroupe les lois discriminatoires, les persécutions, et plus généralement l'hostilité manifestée à l'encontre des catholiques et de leur religion au Royaume-Uni, principalement depuis le schisme anglican, sous Henri VIII en 1534, connu comme réforme anglaise.
L'anticatholicisme est institutionnalisé dans les textes officiels de la monarchie britannique, où les catholiques sont désignés sous le terme péjoratif de « papistes » et sont victimes de plusieurs discriminations majeures. L'acte d'établissement de 1701, toujours en vigueur aujourd'hui, interdit par exemple aux catholiques de gouverner le Royaume-Uni.

## Histoire
En 1534, le roi Henri VIII promulgue l'Acte de suprématie par lequel il se proclame « chef unique et suprême de l’Église d’Angleterre », et provoque ainsi le schisme anglican d'avec le catholicisme. Cette scission résulte de son mécontentement de ne pouvoir obtenir l'annulation de son mariage avec Catherine d'Aragon auprès du pape Clément VII. 
Le chancelier Thomas More (1478-1535), un catholique resté fidèle à la papauté, refuse de reconnaître l'Acte de suprématie, et est condamné à mort par le roi. Cette exécution marque le début d'une politique de répression et de discrimination à l'encontre des catholiques en Grande-Bretagne et en Irlande. Béatifié par l'Église catholique en 1886, saint Thomas More est canonisé en 1935.
En 1535, les prieurs des chartreuses de Beauvale, de Londres et d'Axholme sont à leur tour exécutés pour avoir refusé la loi qui faisait du roi le chef de l’Église d’Angleterre.
En 1538, Henri VIII entreprend de confisquer les biens des ordres catholiques d'Angleterre, du Pays de Galles et d'Irlande, et d’en détruire ou revendre les bâtiments. Cet épisode historique est connu sous le nom de dissolution des monastères. Plusieurs ecclésiastiques se révoltent et les abbés de Colchester (en), de Glastonbury et de Reading sont exécutés.

## Chronologie
| Date                  | Actes | Effets |
| --------------------- | --- | --- |
| 1534                  | Acte de suprématie                                                                                                 | Schisme anglican, début des persécutions anticatholiques. |
| 1535 et 1559          | Oath of Supremacy (en)                                                                                             | |
| 1538 - 1541 1535 1539 | Dissolution des monastères : * Suppression of Religious Houses Act 1535 * Suppression of Religious Houses Act 1539 | Confiscation des biens de l'Église catholique, exécutions des opposants. |
| 1539                  | Acte des six articles                                                                                              | Suprématie de la religion anglicane en Angleterre, et contestation de la réalité de la transsubstantiation. |
| 1549 - 1662           | Act of Uniformity                                                                                                  | Conversion forcée à l'anglicanisme. |
| 1600 - 1800           | Lois pénales | Séries de lois discriminatoires contre les catholiques irlandais, en particulier l'interdiction d'exercer un emploi public, de voter, d'aller à la messe, d'acheter ou d'hériter de terres.                                   |
| 1600 - 1800           | Lois pénales (Angleterre) (en)                                                                                     | |
| 1641                  | Grande Remontrance                                                                                                 | |
| 1661                  | Corporation Act 1661                                                                                               | Interdit aux catholiques l'accès aux emplois publics, réservés aux seuls anglicans. |
| 1673 et 1678          | Test Acts | Interdiction de divers droits civiques, militaires, pour les catholiques. |
| 1678                  | Complot papiste | Complot organisé par l'ecclésiastique anglican Titus Oates pour discréditer les catholiques. Bilan: 19 catholiques assassinés, le complot permet aux anglicans de remporter la majorité des sièges à la Chambre des communes. |
| 1679 - 1681           | Exclusion Bill | |
| 1689                  | Charte des droits de 1689                                                                                          | Interdit aux catholiques d'accéder au trône de la monarchie. |
| 1698                  | Loi sur la papauté 1698                                                                                            | |
| 1701                  | Act of Settlement 1701                                                                                             | Interdit aux catholiques de gouverner le Royaume-Uni (toujours en vigueur). |
| 1704 - 1813           | Catholic Relief (Irlande) (en)                                                                                     | |
| 1778 - 1829           | Catholic Relief (Angleterre)                                                                                       | |
| 1780                  | Gordon Riots | Violentes émeutes anticatholiques à Londres, à la suite du début de la guerre d'indépendance américaine. Bilan : 285 morts, les chapelles catholiques des ambassades de Bavière et du Piémont-Sardaigne sont détruites.       |
| 1808 - 1829           | Royal veto (en) | |

## Période contemporaine
Aujourd'hui (hormis l'acte d'établissement de 1701), presque toutes les mesures discriminatoires envers les catholiques ont été abrogées par le Roman Catholic Relief Act de 1829 sous le règne de George IV. Toutefois, parmi une frange protestante radicale et très minoritaire de la population britannique, une doctrine anticatholique subsiste toujours. 
Les excès anticléricaux de la Révolution française et l'émigration consécutive vers la Grande-Bretagne de prêtres catholiques de français ont conduit à un assouplissement de l'opinion envers les catholiques de la part de l'élite anglicane britannique, aboutissant au Roman Catholic Relief Act 1791 qui a permis aux catholiques d'entrer dans la profession juridique, les a dispensés de prêter le serment de suprématie et a accordé la tolérance pour leurs écoles et leurs lieux de culte.
L'anticatholicisme est en baisse en Écosse, mais il concerne toujours 50 à 60 % des crimes de haine religieuse en 2018. Les responsables politiques refusent de parler d'anti-catholicisime, préférant le terme neutre de « sectarisme ». Les chants anticatholiques sont courants chez les supporteurs du Rangers Football Club de Glasgow. En mai 2021, plusieurs églises catholiques sont vandalisées par des supporteurs après une victoire de leur club de football. Le « sectarisme anti-catholique ignoble » est condamné par le SNP de Nicola Sturgeon, Premier ministre d'Écosse. En 2021, les statistiques du gouvernement écossais montrent que les catholiques ont une probabilité plus élevée d'être victimes de crime, d'être en mauvaise santé, au chômage, en prison, victimes d'actes de haine liée à leur religion ou d'habiter dans des quartiers difficiles.

## Cas particulier de l'Irlande sous domination britannique puis de l'Irlande du Nord
Le sentiment anticatholique est resté présent en Irlande sous domination britannique jusqu'à son indépendance en 1921. Diverses mesures furent instituées, notamment des restrictions dans l'accès à l'enseignement. 
Après les premières étapes de l'émancipation catholique, les catholiques ont été autorisés à demander leur admission en 1793, avant le changement équivalent à l'université de Cambridge et à l'université d'Oxford. Certains handicaps sont restés. En décembre 1845, le politicien britannique, Denis Caulfield Heron, a fait l'objet d'une audience au Trinity College. Heron avait déjà été examiné et, au mérite, déclaré érudit du collège mais n'avait pas été autorisé à prendre sa place en raison de sa religion catholique. Heron a fait appel devant les tribunaux qui ont émis une ordonnance de mandamus exigeant que l'affaire soit jugée par l'archevêque de Dublin et le primat d'Irlande. La décision de Richard Whately et de John George de la Poer Beresford était que Heron resterait exclu de la bourse d'études. Cette décision a confirmé que la position juridique demeurait que les personnes qui n'étaient pas anglicanes (les presbytériens étaient également touchés) ne pouvaient pas être élues à une bourse d'études ou de recherche, ni devenir professeur. 
Cependant, moins de trois décennies plus tard, tous les handicaps imposés aux catholiques ont été abrogés, car en 1873, tous les tests religieux ont été abolis, sauf pour l'entrée à l'école de théologie.
Après l'indépendance de l'Irlande du sud en 1921, les discriminations anti-catholiques se sont poursuivies tout au long du XXe siècle en Irlande du Nord, dans un contexte où la religion catholique fut assimilée au républicanisme irlandais. Depuis l'accord du Vendredi saint conclu en 1998 mettant fin au conflit nord-irlandais, catholiques et protestants se partagent le pouvoir dans la province au sein d'un gouvernement bi-confessionnel.